# Zespół przyrodniczo-krajobrazowy „Lipno”
Zespół przyrodniczo-krajobrazowy „Lipno” – znajduje się w gminie Niemodlin w powiecie opolskim (województwo opolskie). Został utworzony mocą uchwały Rady Miejskiej miasta Niemodlin w 1998 roku. Powierzchnia zespołu wynosi 189,53 ha.

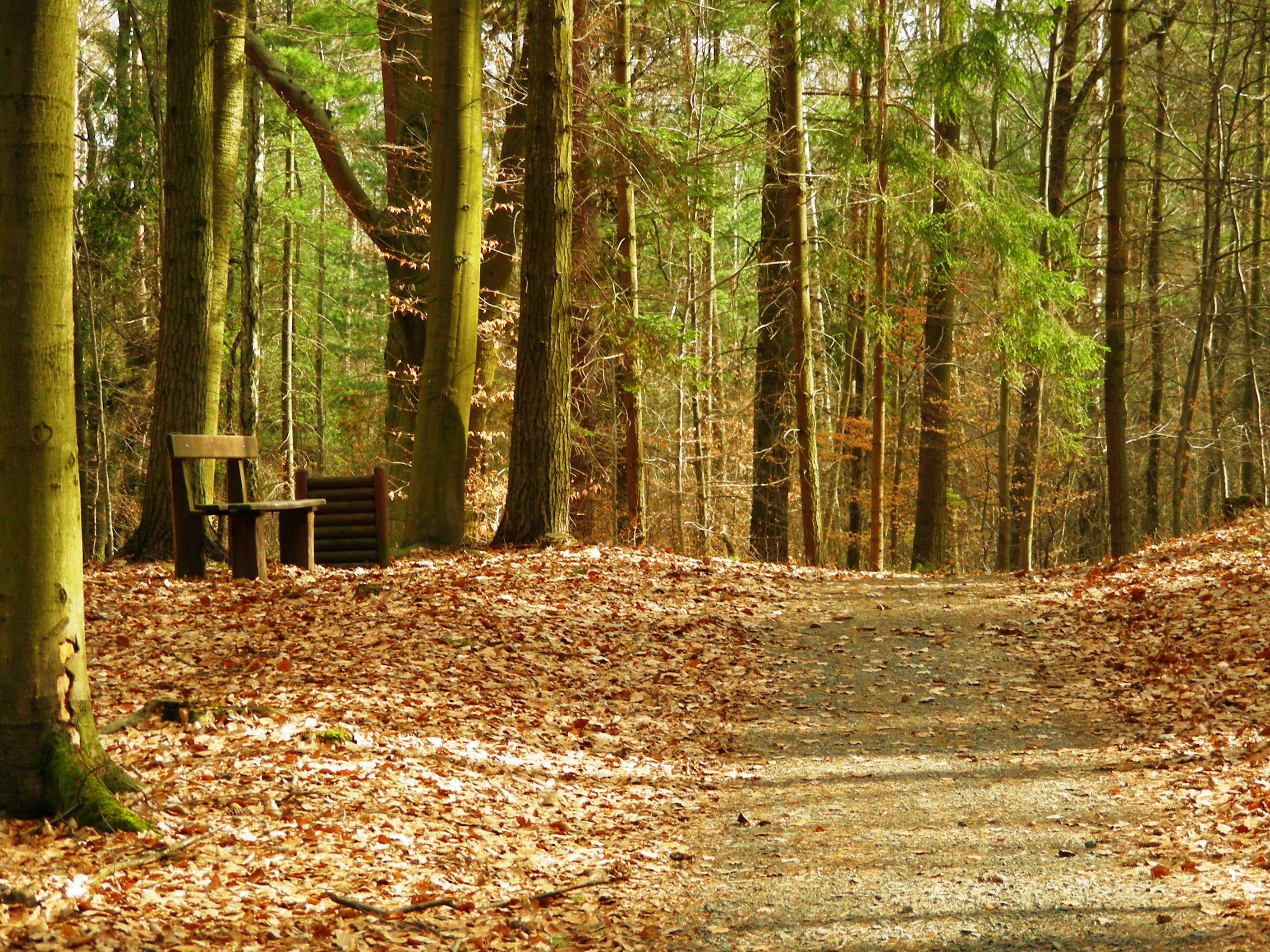
Alejka w parku Lipnie

## Charakterystyka
Celem powołania zespołu przyrodniczo-krajobrazowego „Lipno” jest ochrona i udostępnienie dla celów rekreacyjno-poznawczych obszarów ekosystemów leśno-stawowych dawnego parku krajobrazowego, wraz ze znajdującym się na jego terenie szczególnie cennym parkiem dendrologicznym.
Do najcenniejszych drzew zachowanych na obszarze zespołu przyrodniczo-krajobrazowego „Lipno” należą azalia gandawska, berberys koreański, choina kanadyjska, azalia japońska, choina karolińska, daglezja zielona, grujecznik japoński, jodła jednobarwna, jodła kaukaska, mahonia pospolita, pigwowiec japoński, świerk wschodni, strączyn żółty, wiciokrzew pomorski, tulipanowiec amerykański, żywotnik olbrzymi i wiele innych.